# Euphlyctis
Az Euphlyctis a kétéltűek (Amphibia) osztályába, a békák (Anura) rendjébe és a  Dicroglossidae családjába tartozó nem.

## Elterjedése
A nembe tartozó fajok Ázsia délnyugati, déli és délkeleti részén honosak.

## Rendszerezés
A nembe az alábbi fajok tartoznak:
- Euphlyctis aloysii Joshy, Alam, Kurabayashi, Sumida & Kuramoto, 2009
- Euphlyctis cyanophlyctis (Schneider, 1799)
- Euphlyctis ehrenbergii (Peters, 1863)
- Euphlyctis ghoshi (Chanda, 1991)
- Euphlyctis hexadactylus (Lesson, 1834)
- Euphlyctis kalasgramensis Howlader, Nair, Gopalan & Merilä, 2015
- Euphlyctis karaavali Priti, Naik, Seshadri, Singal, Vidisha, Ravikanth, & Gururaja, 2016
- Euphlyctis mudigere Joshy, Alam, Kurabayashi, Sumida & Kuramoto, 2009